# 5736 Сенфорд
5736 Сенфорд (5736 Sanford) — астероїд головного поясу, відкритий 6 червня 1989 року.
Тіссеранів параметр щодо Юпітера — 3,397.